# Constantino IV de Armenia
Constantino IV (también Constantino VI; en armenio: Կոստանդին, armenio occidental: Gosdantin o Kostantine, fallecido en 1373) fue el rey armenio de Cilicia desde 1362 hasta su muerte. Era hijo de Haitón de Neghir, sobrino de Haitón II de Armenia. Constantino ascendió al trono al morir su primo Constantino III, con cuya viuda, María, hija de Oshin de Coricos, se casó. Se lo considera generalmente miembro de la dinastía Lusignan.
Constantino se coligó con Pedro I de Chipre, ofreciéndole el puerto y el castillo de Coricos. Al fallecer Pedro en 1369, Constantino buscó un tratado con el sultán de Egipto. Los barones no estaban contentos con esta política, por temor a ser anexados por el sultán, y en 1373 Constantino fue asesinado. A su muerte le sucedió su primo lejano León V, que fue el último rey armenio de Cilicia.